# Franciszek Jehliczka
Franciszek Jehliczka, także: František Jehlička (1879–1939) – duchowny i teolog katolicki, moralista, profesor zwyczajny Wydziału Teologii Katolickiej Uniwersytetu Warszawskiego.

## Życiorys
Został profesorem zwyczajnym na Wydziale Teologii Katolickiej Uniwersytetu Warszawskiego. Był zatrudniony w Katedrze Teologii Moralnej tego wydziału.
Pod jego kierunkiem 1 marca 1926 stopień naukowy doktora na podstawie rozprawy pt. „Etyka rodziny w prawodawstwie polskim” uzyskał ks. Michał Sopoćko.
Występował przeciwko utworzeniu Wydziału Teologii Ewangelickiej Uniwersytetu Warszawskiego.

## Wybrane publikacje
- Problem słowacki (stosunki na południowej granicy Polski) (1922)
- Katechizm większy Kościoła rzymsko-katolickiego z wykładami dla wyższych oddziałów w szkołach, napisał Franciszek Jehliczka ; przeł. z jęz. słowac. na pol. Adam Chełmiński ; pomn. i wyd. L. Bójnowski (1931)
- Quo vadis, Słowaczyzno? (1935)[1]